# 一橋大學站

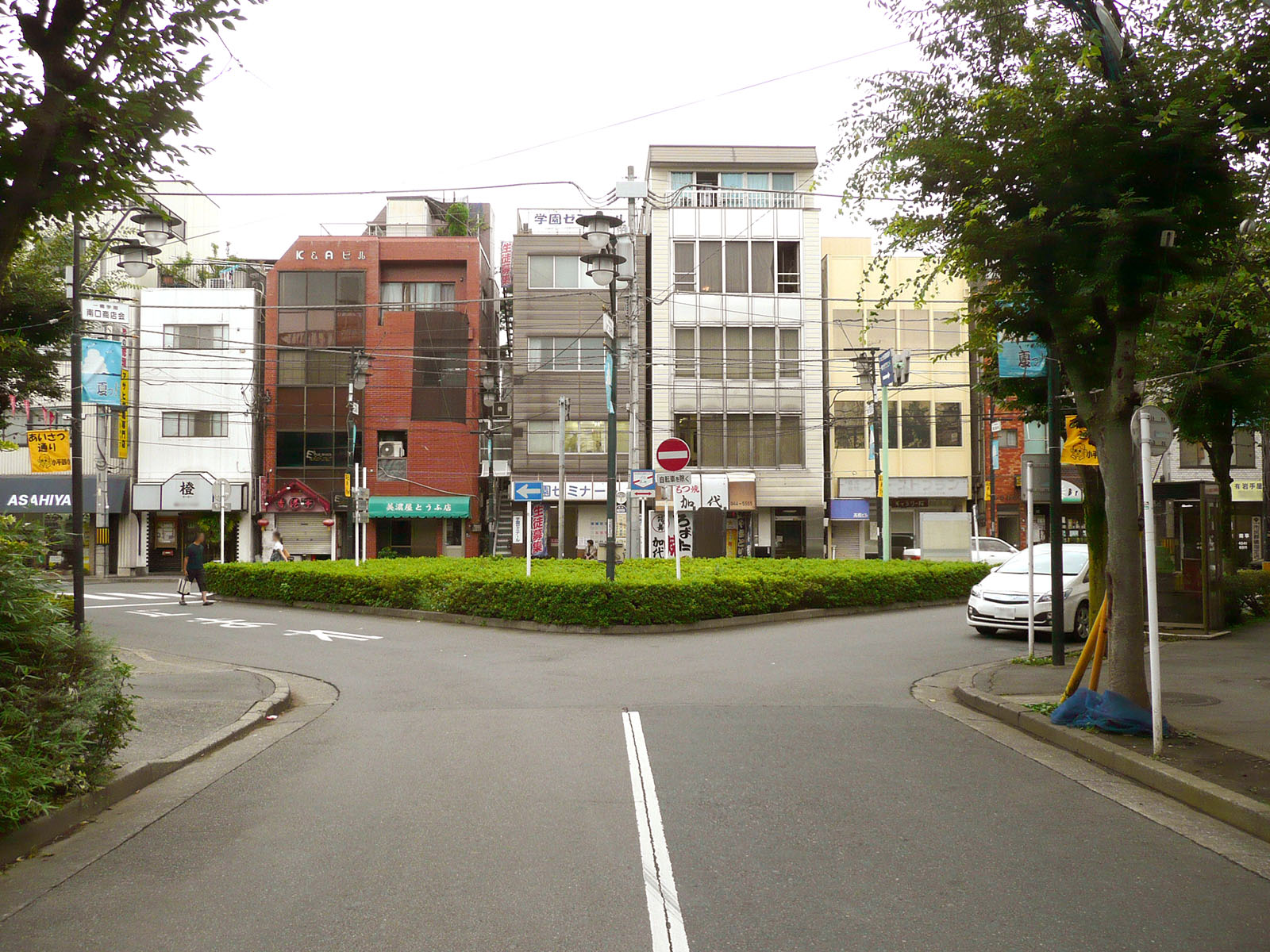
一橋大學站前廣場遺址

一橋大學站  是曾經存在於東京都小平市。西武鐵道多摩湖線的廢站。